# Екатеринославка (Павлодарская область)
Екатеринославка (каз. Екатеринославка) — упразднённое село в Успенском районе Павлодарской области Казахстана. Входило в состав Лозовского сельского округа. Код КАТО — 556443200. Исключено из учетных данных в 2017 г.

## География
Расположено на берегу Осалодочного озера примерно в 46 км к северо-востоку от Успенки. 

## Население
В 1999 году население села составляло 287 человек (143 мужчины и 144 женщины). По данным переписи 2009 года, в селе проживало 9 человек (5 мужчин и 4 женщины).